# National Hockey Association 1915–16
National Hockey Association 1915–16 var den sjunde säsongen av den professionella ishockeyligan National Hockey Association och spelades mellan 18 december 1915 och 18 mars 1916.

## Grundserie
Säsongen 1915–16 lades Toronto Shamrocks lag ner och spelarna, bland dem Gordon "Duke" Keats och bröderna Cy och Corbett Denneny, togs upp av Toronto Blueshirts. Blueshirts i sin tur tappade fem av sina spelare till Seattle Metropolitans i PCHA; Frank Foyston, Jack Walker, Carol "Cully" Wilson, Ed Carpenter och Harry "Hap" Holmes skrev alla på för det amerikanska västkustlaget. Lagen i NHA svarade på tilltaget med att värva tillbaka gamla NHA-spelare som Frank Nighbor, Bert Lindsay och Skinner Poulin från PCHA.
De fem lagen i ligan spelade 24 matcher var och Montreal Canadiens 33 ihopspelade poäng var flest under säsongen, sju poäng före Ottawa Senators. Canadiens Didier Pitre samlade ihop till flest poäng av alla spelare med 24 mål och 15 assists för 39 poäng. 
Montreal Canadiens Skene Ronan arresterades under säsongen av polis efter en match mot sin tidigare klubb Toronto Blueshirts, men släpptes senare mot en borgensumma på 200 dollar, sedan han gjort sig skyldig till ett överfall på Toronto Blueshirts forward Alf Skinner.
Efter grundseriens slut tog NHA-mästarna Montreal Canadiens sig an PCHA-mästarna Portland Rosebuds i en finalserie om Stanley Cup. Rosebuds, som första amerikanska lag någonsin i en Stanley Cup-final, pressade Canadiens distansen ut men i den femte och avgörande matchen drog det kanadensiska laget det längsta strået och vann med 2-1 efter mål av Skene Ronan och George "Goldie" Prodgers. Stanley Cup-triumfen var Montreal Canadiens första i klubbens historia.

### Tabell
M = Matcher, V = Vinster, F = Förluster, O = Oavgjorda, GM = Gjorda mål, IM = Insläppta mål, P = Poäng
|                    | M  | V  | F  | O | GM  | IM  | P  |
| ------------------ | -- | -- | -- | - | --- | --- | -- |
| Montreal Canadiens | 24 | 16 | 7  | 1 | 104 | 76  | 33 |
| Ottawa Senators    | 24 | 13 | 11 | 0 | 78  | 72  | 26 |
| Quebec Bulldogs    | 24 | 10 | 12 | 2 | 91  | 98  | 22 |
| Montreal Wanderers | 24 | 10 | 14 | 0 | 90  | 116 | 20 |
| Toronto Blueshirts | 24 | 9  | 14 | 1 | 97  | 98  | 19 |

### Målvaktsstatistik
M = Matcher, V = Vinster, F = Förluster, O = Oavgjorda, SM = Spelade minuter, IM = Insläppta mål, N = Hållna nollor, GIM = Genomsnitt insläppta mål per match
|                | Lag        | M  | V  | F  | O | SM   | IM  | N | GIM  |
| -------------- | ---------- | -- | -- | -- | - | ---- | --- | - | ---- |
| Clint Benedict | Ottawa     | 24 | 13 | 11 | 0 | 1447 | 72  | 1 | 2.99 |
| Georges Vézina | Canadiens  | 24 | 16 | 7  | 1 | 1482 | 76  | 0 | 3.08 |
| Paddy Moran    | Quebec     | 22 | 10 | 10 | 2 | 1391 | 82  | 0 | 3.54 |
| Percy LeSueur  | Blueshirts | 23 | 9  | 13 | 1 | 1416 | 92  | 1 | 3.90 |
| Bert Lindsay   | Wanderers  | 23 | 13 | 10 | 0 | 1380 | 110 | 1 | 4.78 |
| Harry Holmes   | Blueshirts | 1  | 0  | 1  | 0 | 60   | 6   | 0 | 6.00 |
| Billy Hague    | Wanderers  | 1  | 0  | 1  | 0 | 60   | 6   | 0 | 6.00 |
| H. Rochon      | Quebec     | 2  | 0  | 2  | 0 | 120  | 16  | 0 | 8.00 |

Statistik från hockey-reference.com och justsportsstats.com

### Poängligan
Utv. = Utvisningsminuter
|                     | Lag        | Matcher | Mål | Assists | Poäng | Utv. |
| ------------------- | ---------- | ------- | --- | ------- | ----- | ---- |
| Didier Pitre        | Canadiens  | 24      | 24  | 15      | 39    | 42   |
| Joe Malone          | Quebec     | 24      | 25  | 10      | 35    | 21   |
| Newsy Lalonde       | Canadiens  | 24      | 28  | 6       | 34    | 78   |
| Gordon "Duke" Keats | Blueshirts | 24      | 22  | 7       | 29    | 112  |
| Cy Denneny          | Blueshirts | 24      | 24  | 4       | 28    | 57   |
| Gordon Roberts      | Wanderers  | 21      | 18  | 7       | 25    | 64   |
| Frank Nighbor       | Ottawa     | 23      | 19  | 5       | 24    | 26   |
| Corbett Denneny     | Blueshirts | 22      | 20  | 3       | 23    | 75   |
| Rusty Crawford      | Quebec     | 22      | 18  | 5       | 23    | 54   |
| Jack Darragh        | Ottawa     | 21      | 16  | 5       | 21    | 41   |

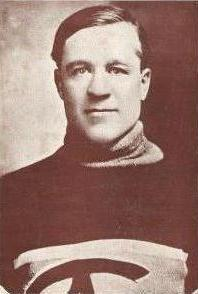
Didier Pitre.

Statistik från hockey-reference.com och nhl.com

## Slutspel

### Stanley Cup
| Datum   | Vinnande lag       | Mål | Förlorande lag     | Mål |
| ------- | ------------------ | --- | ------------------ | --- |
| 20 mars | Portland Rosebuds  | 2   | Montreal Canadiens | 0   |
| 22 mars | Montreal Canadiens | 2   | Portland Rosebuds  | 1   |
| 25 mars | Montreal Canadiens | 6   | Portland Rosebuds  | 3   |
| 28 mars | Portland Rosebuds  | 6   | Montreal Canadiens | 5   |
| 20 mars | Montreal Canadiens | 2   | Portland Rosebuds  | 1   |